# Flughafen Wien AG
Die Flughafen Wien AG mit Sitz in Schwechat (Niederösterreich) ist der börsennotierte Betreiber des Flughafens Wien.

## Allgemeines
Am 11. Dezember 1953 wurde die Wiener Flughafenbetriebsgesellschaft gegründet und übernahm am 1. Jänner 1954 Verwaltung und Abfertigung. Gesellschafter der heutigen Flughafen Wien AG waren bis 1992 die Republik Österreich (50 %) und die Länder Niederösterreich und Wien (je 25 %). Am 29. April 1992 wurde das bis dahin als GmbH geführte Unternehmen in die Flughafen Wien AG (FWAG) umgewandelt und teilweise privatisiert. Die Republik Österreich zog sich als Gesellschafter zurück, die Länder Niederösterreich und Wien blieben mit je 20 % Anteilseigner. 10 %-Aktionär ist eine Stiftung der Flughafenmitarbeiter. Durch diese sind die Beschäftigten am Dividendenertrag des Unternehmens beteiligt. Die Verteilung erfolgt dabei auf Basis der jährlichen Bruttobasisbezüge. Mit 43,4 % ist der australische Pensionsfonds IFM (Industry Funds Management) der größte Einzelaktionär am Flughafen. Die beiden Bundesländer haben ihre Anteile jedoch in einem Syndikat gebündelt und kontrollieren somit gemeinsam den größten Teil. Die restlichen 6,6 % der Aktien befinden sich im Streubesitz. Die Flughafen-Aktie wurde am 15. Juni 1992 erstmals an der Wiener Börse gehandelt.
Von März 2014 bis März 2016, sowie von März 2017 bis September 2017, war die Flughafen Wien AG im Leitindex ATX gelistet.
Die Flughafen Wien AG leitet als Entwickler, Errichter und Komplettbetreiber das Unternehmen, den operativen Flughafenbetrieb, die Bodenabfertigungsdienste, die Sicherheitsdienstleistungen und die kommerziellen Aktivitäten. Die Flughafen-Wien-Gruppe hat ihre Geschäftstätigkeit in fünf Segmente unterteilt: Airport (beispielsweise der Flugplatzbetrieb), Handling (beispielsweise die Luftfahrzeugabfertigung), Retail & Properties (beispielsweise die Shops und Immobilien), Malta (Beteiligung am Flughafen Malta) und Sonstiges (beispielsweise die Haustechnik und das Besucherzentrum).

## Aktionärsstruktur
(Stand: Ende Mai 2023)
- Land Niederösterreich – 20 % + 2 Aktien
- Stadt Wien – 20 % + 2 Aktien
- Mitarbeiter-Beteiligungsstiftung – 10 %
- IFM Airport Group Europe S.à.r.l. – 43,4 %
- Streubesitz – 6,6 %

## Kennzahlen

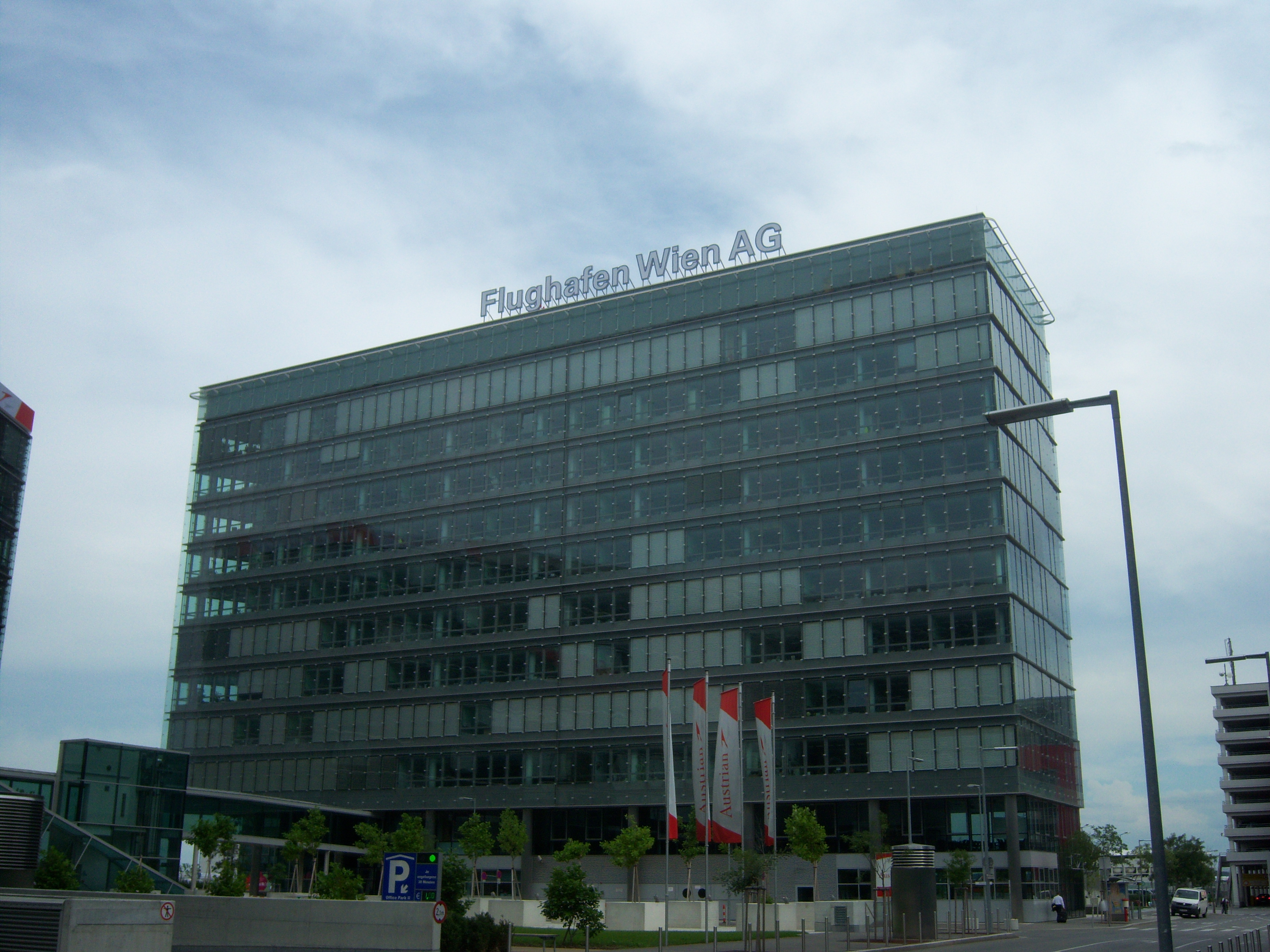
Unternehmenszentrale im Office Park 1 am Flughafen

Der Umsatz der Flughafen Wien AG ist tabellarisch dargestellt, wobei im Jahre 2016 370,8 Mio. (+3,2 %) dem Flugbetrieb selbst, 158,4 Mio. (+4,7 %) dem Handling, 123,9 Mio. (−3,4 %) dem Segment Retail & Properties, 73,1 Mio. (+9,1 %) dem Segment Malta und 15,4 Mio. (+6,3 %) dem Segment Sonstiges zuzurechnen sind.
| Jahr | Umsatz        | Gewinn       | Änderung des Umsatzes im Vergleich zum Vorjahr |
| ---- | ------------- | ------------ | ---------------------------------------------- |
| 2005 | 410,00 Mio. € |              |                                                |
| 2006 | 463,89 Mio. € | 77,55 Mio. € | +13,1 %                                        |
| 2007 | 521,42 Mio. € | 87,45 Mio. € | +12,4 %                                        |
| 2008 | 548,06 Mio. € | 91,14 Mio. € | +05,1 %                                        |
| 2009 | 501,69 Mio. € | 73,35 Mio. € | −08,5 %                                        |
| 2010 | 533,83 Mio. € | 75,69 Mio. € | +06,4 %                                        |
| 2011 | 582,0 Mio. €  |              | +09,0 %                                        |
| 2012 | 607,4 Mio. €  |              | +04,4 %                                        |
| 2013 | 622,0 Mio. €  |              | +02,4 %                                        |
| 2014 | 630,2 Mio. €  |              | +01,3 %                                        |
| 2015 | 654,4 Mio. €  |              | +03,8 %                                        |
| 2016 | 741,6 Mio. €  |              | +03,0 %                                        |
| 2018 | 799,7 Mio. €  |              | +06,2 %                                        |
| 2019 | 857,6 Mio. €  |              | + 7,2 %                                        |
| 2020 | 333,7 Mio. €  |              | −61,1 %                                        |
| 2021 | 407,0 Mio. €  |              | +22,0 %                                        |
| 2022 | 692,7 Mio. €  |              | +70,2 %                                        |
| 2023 | 931,5 Mio. €  |              | +34,5 %                                        |

## Diversifizierung
Die Flughafen Wien AG hält außerdem Beteiligungen an folgenden internationalen Flughäfen:
- Flughafen Luqa in Malta mit einer Beteiligung von 48,44 % der Aktien.
- Internationaler Flughafen in Košice, Slowakei mit einer indirekten Beteiligung von 66 % über eine Holding.

Der Erwerb von Anteilen an weiteren Flughäfen ist nicht geplant.

## Jüngste Geschichte
Große Probleme bei der Errichtung der Terminalerweiterung Terminal 3 (Skylink) führten im Juni 2009 zum Wunsch des Rechnungshofes, die Flughafen Wien AG zu prüfen. Die Länder Niederösterreich und Wien besitzen 40 % der Aktien; der Rechnungshof ist zuständig, wenn die öffentliche Hand über 50 % des Unternehmens besitzt oder eine bestimmende Rolle im Unternehmen ausübt.
Der Rechnungshof ging von dieser bestimmenden Rolle der beiden Bundesländer in der Flughafen Wien AG aus. Er verwies auf den Syndikatsvertrag zwischen Wien und Niederösterreich, der die beiden Bundesländer in der Hauptversammlung der AG zu gemeinsamem einheitlichen Stimmverhalten verpflichtet. Damit soll erreicht werden, dass Vorstandsmitglieder der AG jedenfalls das Vertrauen dieser beiden Aktionäre der öffentlichen Hand besitzen. Der Rechnungshof verwies weiters darauf, dass die beiden Bundesländer wegen der Abwesenheit vieler anderer Aktionäre in den Hauptversammlungen der Flughafen Wien AG regelmäßig die Mehrheit haben.
Vom Rechnungshof zitiertes Indiz für den starken öffentlichen Einfluss bei der Flughafen Wien AG war unter anderem, dass der „Austausch“ des der ÖVP zugerechneten Vorstandsdirektors Christian Domany (eines früheren Generalsekretärs der Wirtschaftskammer Österreich) gegen den bis dahin der Niederösterreichischen Landesregierung angehörenden Ernest Gabmann per 1. März 2009 am 18. Februar von Landeshauptmann Erwin Pröll bekanntgegeben wurde, bevor der Aufsichtsrat des Flughafens am 20. Februar 2009 mit der Sache befasst wurde. (Domany schied formal am 30. September 2009 aus dem Unternehmen aus.)
Weitere (vom Rechnungshof nicht erwähnte) Indizien für die bestimmende Rolle der öffentlichen Hand in der AG waren, dass Vorstandssprecher Herbert Kaufmann zuvor SPÖ-Nationalratsabgeordneter und Vorstandsmitglied Gerhard Schmid zuvor Assistent des Wiener Bürgermeisters Helmut Zilk gewesen war. Im Ausgleich dazu, dass zwei von drei Vorstandsmitgliedern Wien und somit der SPÖ zuzurechnen waren, besaß der Vorsitzende des Aufsichtsrats das Vertrauen Niederösterreichs und somit der ÖVP: Johannes Coreth wurde im August 2009 auf Vorschlag Niederösterreichs durch den Wiener Rechtsanwalt Christoph Herbst ersetzt. Coreth hat den Komplikationen bei der Errichtung der Terminalerweiterung anscheinend nach Meinung Niederösterreichs und Wiens zu wenig Aktivität und Kontrolle entgegensetzt.
Der Rechnungshof kündigte am 10. Juli 2009 an, den Prüfauftrag demnächst fertigzustellen. Die drei parlamentarischen Oppositionsparteien stellten im Juli 2009 die Zulassung der Prüfung durch den Rechnungshof als Bedingung für die von ihnen erwartete Zustimmung zu einem Bundesverfassungsgesetz betreffend das Bankgeheimnis bei nicht in Österreich wohnhaften Personen, das bis September 2009 erlassen sein muss, um Sanktionen der G-20-Staaten bzw. der OECD zu vermeiden. Die Flughafen Wien AG lehnte laut Medienberichten vom 21. Juli 2009 gemäß Aufsichtsratsbeschluss die Prüfung durch den Rechnungshof ab; die Mitarbeiterstiftung lehnte diese Prüfung als Aktionär ebenfalls ab. Der Rechnungshof kündigte an, den Verfassungsgerichtshof heranzuziehen, wenn die AG diesen Standpunkt beibehält. Der Aufsichtsrat beschloss jedoch eine aktienrechtliche Sonderprüfung.
Laut ORF-Website vom 10. Juli 2009 befasste sich die Staatsanwaltschaft Korneuburg ebenfalls mit dem Vorgang. Ein anonymer Anzeiger habe die Vorstandsmitglieder Kaufmann und Schmid und den abgetretenen Aufsichtsratsvorsitzenden Coreth der Untreue im Sinne des StGB bezichtigt.
In der letzten Augustwoche 2009 wurde bekannt, dass sich Vertreter der Bundesregierung, der Grünen und des BZÖ darauf geeinigt haben, dem Rechnungshof auch die Prüfung tatsächlich von der öffentlichen Hand beherrschter Unternehmen zu ermöglichen, auch wenn die öffentliche Hand formal nicht die Aktienmehrheit besitzt. Die legislative Durchführung der politischen Vereinbarung erfolgte ab Oktober 2009.
Nach einer Aufsichtsratssitzung wurde am 15. Dezember 2010 bekannt, dass die Funktionsdauer der drei Vorstandsmitglieder vorzeitig beendet wird: Der Vorstandsvorsitzende Herbert Kaufmann legte nach einer mit ihm erzielten einvernehmlichen Lösung per 31. Dezember 2010 seine Vorstandsfunktion zurück. An seiner Stelle wurde interimistisch – für längstens ein Jahr – der bisherige Aufsichtsratschef Christoph Herbst operativ tätig. Die Vorstandsmandate von Ernest Gabmann und Gerhard Schmid endeten per 31. Dezember 2011. Die drei Vorstandsfunktionen wurden im Laufe des Jahres 2011 ausgeschrieben.
Seit September 2011 bilden Julian Jäger und Günther Ofner das neue Vorstandsteam. Ihre Verträge wären am 4. September 2016 ausgelaufen; am 23. Juni 2015 wurden sie jedoch vom Aufsichtsrat einstimmig wiederbestellt. Der Vertrag für die Vorstände Julian Jäger und Günther Ofner wurde 2019 erneut verlängert und gilt bis 30. September 2025.
Nach Medienberichten vom 5. November 2014 sind die Ermittlungen gegen den damaligen Vorstandschef Herbert Kaufmann (von 1999 bis 2010), Ex-Finanzvorstand Christian Domany und seinen Nachfolger Ernest Gabmann, sowie gegen den Technik-Vorstand Gerhard Schmid zur Gänze eingestellt worden. Dieses Urteil wurde auch von der Staatsanwaltschaft Korneuburg bestätigt. Der Vorwurf, die ehemaligen Manager hätten die Verhältnisse der Gesellschaft unrichtig bzw. verschleiert wiedergegeben, konnte nicht erhärtet werden. Strafprozesse für 25 weitere des Betrugs und der Untreue verdächtigen Mitarbeiter von Baufirmen und Bauleitung folgten 2015. Sie wurden im Mai 2016 jedoch ebenso eingestellt; ein strafrechtlich relevantes Verhalten der Akteure konnte demnach nicht festgestellt werden.
Die Flughafen Wien AG verkaufte Ende Juli 2014 ihre Anteile am Flughafen Friedrichshafen zu gleichen Teilen an den Landkreis Bodensee und die Stadt Friedrichshafen. Die Beteiligung von 25,15 % bestand seit 2007, wurde 2011 zur Gänze abgeschrieben und nun um 2,25 Millionen Euro verkauft.
Mitte Oktober 2014 wurde bekannt, dass der australische Pensionsfonds IFM Interesse an einer Minderheitsbeteiligung (zwischen 20 % und 29,9 %) am Flughafen Wien habe. Am 7. November 2014 wurde daraufhin ein öffentliches Angebot an die Aktionäre der FWAG gelegt. Das Offert um 80 Euro pro Aktie wurde am 1. Dezember auf 82 Euro nachgebessert und konnte bis 18. Dezember desselben Jahres von Interessenten angenommen werden. Am 19. Dezember 2014 wurde IFM schließlich als neuer Großaktionär bekanntgegeben.
Insgesamt hat der Fonds über seine Tochter Airports Group Europe damals 6.279.000 Stückaktien erworben und hielt seither 29,9 % des Grundkapitals. Ziel war ein langfristiges Engagement am Flughafen Wien. IFM wollte allerdings keinen Einfluss auf die Strategie des Luftfahrtdrehkreuzes bzw. auf das Tagesgeschäft nehmen.
Am 14. März 2016 wurde bekannt, dass der australische Fonds seine Anteile um weitere 10 % aufstocken wolle. Das definitive Angebot um den Erwerb von bis zu 2,1 Millionen weiteren Stückaktien galt schließlich von 1. April bis 28. April 2016. Der Angebotspreis lag bei 100 Euro pro Aktie. 1.734.414 Stück wurden schlussendlich eingereicht, was 8,26 % des Grundkapitals entsprach. Seit 29. April 2016 hielt die Airports Group Europe S.à r.l. 38,16 Prozent, nach Informationen vom Jänner 2018 nun 39,80 % der Anteile.
Im März 2016 gab die Flughafen Wien AG die Anteilsaufstockung am Flughafen Malta um weitere 15,5 % bekannt. Seit 30. März 2016 werden deshalb die Ergebnisse aus Malta im Konzernabschluss des Wiener Flughafens vollkonsolidiert. Im Geschäftsbericht scheinen diese seither als „Segment Malta“ auf.
Im September 2022 wurde kritisiert, dass der australische Anteilseigner IFM Investors über ein intransparentes Geflecht von internationalen Briefkastengesellschaften operiere und völlig unklar sei, wer die eigentlichen Geldgeber seien. Als Reaktion auf die Berichterstattung des Magazins Profil kauften die Stadt Wien und das Land Niederösterreich jeweils vier Aktien an der Börse zu, um die österreichische Mehrheit an der Flughafen Wien AG sicherzustellen.